# Chřiby
Koordinaten: 49° 9′ N, 17° 20′ O

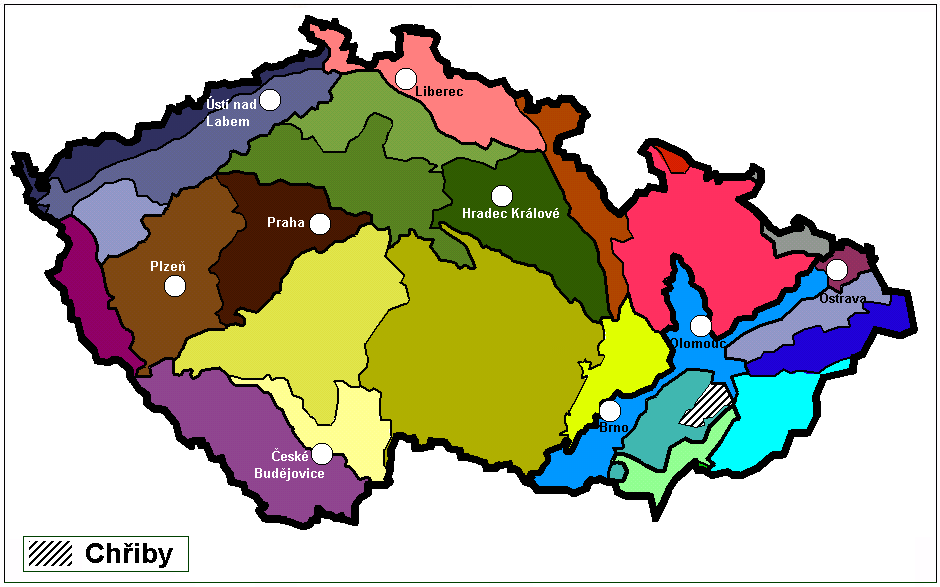
Das Marsgebirge innerhalb der Geomorphologischen Einteilung Tschechiens

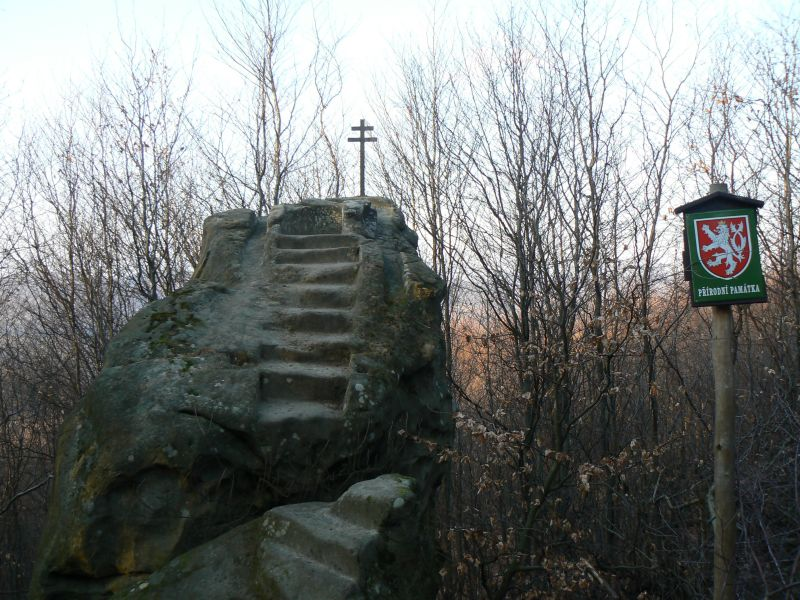
Naturdenkmal Kazatelna

Chřiby (deutsch Marsgebirge) ist ein 335 km2 großes touristisches Gebiet und ein Naturpark. Es befindet sich in Südmähren in Tschechien und bietet eine Vielfalt von Naturschönheiten und zahlreiche historische Denkmäler.

## Beschreibung
Das Gebirge ist der höchste Teil der Mittelmährischen Karpaten (Středomoravské Karpaty) und breitet sich vom Zlínský kraj bis zum Jihomoravský kraj aus. Höchster Punkt ist der Brdo. Weitere wichtige geographische Punkte sind Bunč und Komínky. In drei Bezirken, in denen sich der Naturpark befindet, kann man historische Denkmäler besichtigen. Das Gebirge bildet mit dem Nachbargebirge Ždánický les eine natürliche Grenze zweier Regionen. Nach Süden und Osten breitet sich Slovácko aus, im Norden beginnt die Hanna.
Das Gebirge selbst besteht aus Ton- und Sandsteinfelsen, bedeckt durch dichte Laubwälder und durchzogen von dem Fluss March. Das angenehme und warme Klima zog schon seit langer Zeit Tiere verschiedenster Art an, die hier ihre Heimat fanden. Die Flora ist typisch für die mitteleuropäischen Karpaten. Neben Lilienarten findet man hier weitere seltene Pflanzen.

## Geschichte
Das Gebiet wurde auch von Menschen früh besiedelt. Bei Ausgrabungen in Bělov, Žlutava, Nová Dědina wurden Gegenstände der ersten Jäger aus dem paläolithischen Zeitalter gefunden sowie Werkzeuge der Landwirte, die sich später ansiedelten. Damals gehörte diese Gegend zu den dichtbesiedelten Gebieten. Aus dieser frühen Zeit stammen auch die Überreste von Mammuts und Wollnashörnern.
Die Gegend lag auf dem Handelsweg von der Adria zum Baltikum. Um 1200 bis 800 vor Christus wurde auf dem Holý kopec der erste Burgwall erbaut. In der gleichen Zeit bewachte die Burg bei Roštín den Weg, der vom Salzkammergut ausging. Die Bernsteinstraße und die Salzstraße trafen sich bei Kroměříž und Chřiby und bildeten somit einen wichtigen Teil dieser Handelswege. Am Zusammenfluss der Morava mit dem Fluss Olšava entstand später eine vorgelagerte Festung der Römer. Nach der Besiedlung durch Slawen wurde die Gegend zum Handels- und Verwaltungszentrum mit wichtigen Standorten der Armee und der Kirche. Man geht davon aus, dass die Gegend der Ursprung des Großmährischen Reichs ist.
Seit dem Mittelalter, wahrscheinlich bereits zu Großmährischer Zeit, bildeten die Eichen-Buchen-Wälder einen landesherrlichen Wildbannforst. Zu dessen Schutz ließen die Přemysliden in Stříbrnice und Lubná zwei Jagdgerichte einrichten. Das Lowczowe prawo von Stříbrnice erhielt später auch die Blutgerichtsbarkeit der Burg Buchlov übertragen und übte diese bis 1748 aus.
Im Januar 1939 begannen die Arbeiten an der Autobahn von Prag über Brünn zur Slowakischen Grenze, die von Zástřizly bis Kostelany über das Marsgebirge führen sollte. Bauarbeiten an der Trasse fanden dort zwischen März 1939 und 1942 statt. Nach dem Zweiten Weltkrieg wurde die Trasse 1948 verworfen. Heute umgeht die fertiggestellte Autobahn Dálnice 1 das Gebirge nördlich.